# Усть-Камчатск (аэропорт)
Аэропорт «Усть-Камчатск» — региональный аэропорт, расположен в 3 км от посёлка Усть-Камчатск Усть-Камчатского района Камчатского края. Обеспечивает регулярное авиасообщение с Петропавловском-Камчатским и посёлком Никольское, расположенным на острове Беринга. В настоящее время все полёты выполняются на самолётах Л-410.
Аэропорт «Усть-Камчатск» открыт в 1937 году, после строительства морского порта и деревообрабатывающей базы.

## Принимаемые типыВС
Ан-24, Ан-26, Ан-72, Л-410, Як-40, Ан-74 (только по разовым разрешениям) и др. типы ВС 3-4 класса, вертолёты всех типов. Классификационное число ВПП (PCN) 9/F/B/Y/U.

## Показатели деятельности
| год        | 2016 | 2017 |
| пассажиров | 276  | 1248 |
| Источники: |      |      |

## Авиапроисшествия
- 16 апреля 2011 года в аэропорту Усть-Камчатск самолёт Як-40, на борту которого был 31 человек, при разбеге выкатился за пределы взлётно-посадочной полосы и завалился на правое крыло. В результате авиапроисшествия никто не пострадал.[5]